# Phaulula rugulosa
Phaulula rugulosa är en insektsart som först beskrevs av Brunner von Wattenwyl 1878.  Phaulula rugulosa ingår i släktet Phaulula och familjen vårtbitare. Inga underarter finns listade i Catalogue of Life.